# Тюльпановое безумие
«Тюльпановое безумие» (фр. La Folie Tulipière) — картина французского художника Жана-Леона Жерома, написанная им в 1882 году. Написана по мотивам «тюльпаномании» XVII века в Нидерландах. Находится в коллекции Художественного музея Уолтерса в Балтиморе.

## Контекст
Темой для своей работы Жером выбрал времена «тюльпаномании», охватившей в XVII веке Нидерланды и большую часть Европы. Тюльпаны, завезённые в 1559 году Конрадом Гесснером в Аугсбург из Турции, в XVI веке стали ценным товаром в Нидерландах, и в частности в Харлеме, промышленном центре страны. К 1636—1637 годам тюльпаномания достигла своего пика: спекуляция привела к тому, что в определённых случаях цена одной луковицы достигала 2500 флоринов, а по данным некоторых источников, и 4600 флоринов. Однако вскоре произошёл обвал рынка, в результате которого спекулянты остались всего с 5 процентами своих первоначальных инвестиций. Тюльпаномания, получившая известность как первый финансовый пузырь в истории, породила множество красочных исторических анекдотов, таких как, например, рассказы о патрулировании тюльпановых полей вооруженными солдатами и вытаптывании ими луковиц с целью регулирования предложения и повышения цен. Данный сюжет, как полагают критики, был использован Жеромом под влиянием романа Александра Дюма «Чёрный тюльпан», опубликованного в 1850 году. Возможно также, что этой картиной Жером сделал отсылку к экономическому краху 1873 года, первой международной рецессии, вызванной рыночными спекуляциями.

## Композиция
Картина написана маслом на холсте, а её размеры составляют 65,4 × 100 см. Снизу, справа от центра полотна, стоит подпись: «J. L. Gérôme».
На тропе, примыкающей к теряющимся вдали рядам прямоугольных клумб тюльпанов алого, розового, фиолетового и других цветов, стоит галантный аристократ. На голове этого дворянина, описанного критиками как «денди XVII века», красуется чёрная войлочная цилиндрическая шляпа с чёрным плюмажем, а сам он одет в коричневый дублет с голубыми шёлковыми рукавами и белым воротником, светло-коричневые штаны типа плундр и плащ из чёрного бархата. Встав на защиту горшка с цветущим тюльпаном, видимо, редкого сорта, аристократ оградил его рапирой от двух спешащих к нему солдат в стальных морионах и нагрудниках, кожаных камзолах и сапогах, доходящих им до бедер. На заднем плане другие солдаты под командованием офицера, сидящего верхом на коне, топчут тюльпановые поля. Позади виднеется несколько домов Харлема с красными крышами довольно унылого вида, над которыми возвышается увенчанная шпилем высокая узкая башня — колокольня церкви Святого Бавона.

## Провенанс
Картина была написана Жеромом в 1882 году. Она известна как «Тюльпановое безумие» (фр. La Folie Tulipière, англ. The Tulip Folly), или «Дуэль над тюльпанами» (фр. Le Duel à la tulipe, англ. The Duel over the Tulip). Некоторое время полотно принадлежало Мэри Джейн Морган (1830—1885), жене железнодорожного магната Чарльза Моргана, приходившегося двоюродным братом Джону Пирпонту Моргану. В замужестве Мэри вела благопристойную жизнь и была достаточно бережливой, однако после кончины мужа в 1878 году занялась скупкой всевозможных произведений искусства и собрала большую коллекцию, ставшую примечательной благодаря своим размерам, а не художественному вкусу богатой вдовы. Одной из любимых её картин было именно «Тюльпановое безумие» Жерома. После смерти Мэри Морган, в марте 1886 года в Нью-Йорке прошёл десятидневный аукцион, организованный Томасом Кирби, выручившим больше одного миллиона долларов за фарфор, серебро, книги, керамику, скульптуры, гравюры и картины. В числе прочих работ видных французских художников, в том числе Жерома, было продано и «Тюльпановое безумие»: за 6 тысяч долларов. В 1912 году на распродаже имущества Германа Шауса в Нью-Йорке картина была картина куплена агентом Дж. С. Эвансом от имени Томаса Футера за 1,650 долларов. В 1923 году работа перешла в качестве дара его дочери миссис Кефас Г. Гласс, а затем уже по наследству её дочери миссис Сирил У. Кин. В 1983 году она передала картину в дар Художественному музею Уолтерса в Маунт-Верноне, пригороде Балтимора (Мэриленд, США).
В Балтиморе выставлена единственная достоверно известная версия «Тюльпанового безумия», хотя на основании различий в музейных и аукционных измерениях можно предположить, что существовало несколько версий работы. В Художественном музее Уолтерса хранятся несколько эскизов к картине.